# Val-Racine
Val-Racine är en kommun i provinsen Québec i Kanada. Den ligger i regionen Estrie, i den sydöstra delen av landet, 400 km öster om huvudstaden Ottawa. Antalet invånare var 183 vid folkräkningen 2021. Landarean är 116 kvadratkilometer.